# Breno Bidon
Breno de Souza Bidon (São Paulo, 20 de fevereiro de 2005) é um futebolista brasileiro que atua como volante. Atualmente joga pelo Corinthians.

## Carreira

### Início e Formação
Nascido em São Paulo, Breno Bidon iniciou sua jornada no futebol de forma modesta. Sua trajetória começou nas categorias de base da Portuguesa em 2011, onde permaneceu por cinco anos desenvolvendo seus fundamentos. Em 2017, transferiu-se para o Osasco Audax, clube conhecido por seu trabalho de formação com foco na posse de bola e na técnica individual dos atletas, filosofia que contribuiu para aprimorar a qualidade de seu passe e visão de jogo.

### Corinthians

#### Início
Após se destacar no Audax, Bidon chegou às categorias de base do Corinthians em 2019. Sua adaptação foi imediata, e ele rapidamente se tornou uma peça central nas equipes de base do clube. Durante sua formação no Terrão, como é conhecida a base corinthiana, atuou ao lado de outros talentos, como Gabriel Moscardo, com quem formou uma dupla de meio-campo de grande destaque no Sub-20, notabilizando-se pela complementaridade entre a capacidade de marcação de Moscardo e a construção de jogo de Bidon.

#### 2024
O ano de 2024 marcou a definitiva afirmação de Breno Bidon como uma das maiores promessas do futebol brasileiro. Durante a Copa São Paulo de Futebol Júnior de 2024, ele foi o maestro da equipe que conquistou o 11º título do Corinthians na competição. Chamou a atenção por sua capacidade de adaptação e leitura de jogo, atuando como segundo volante, mas com total liberdade para avançar e organizar o jogo, Bidon foi o cérebro da equipe.
Sua performance no torneio foi universalmente aclamada. Ele não apenas demonstrou maturidade e inteligência tática muito acima da média para sua idade, mas também foi decisivo em momentos cruciais. Um de seus lances mais marcantes foi um golaço contra o América-MG nas quartas de final, eleito o mais bonito daquela fase do torneio. Ao final da competição, após a vitória sobre o Cruzeiro na final, Breno Bidon foi coroado com o prêmio de Craque da Copinha, a maior honraria individual do principal torneio de base do Brasil.
O desempenho excepcional na Copinha acelerou sua transição para a equipe principal. Em fevereiro de 2024, o Corinthians agiu rapidamente para proteger seu ativo, renovando seu contrato até dezembro de 2028, com uma multa rescisória estipulada em 100 milhões de euros para o mercado internacional e 120 milhões de reais para o mercado nacional. Sua estreia como profissional não tardou. Integrado ao elenco principal, Bidon passou por um processo de adaptação gradual. Marcou seu primeiro gol oficial em 22 de maio de 2024, na vitória por 2 a 1 sobre o América-RN, em partida válida pela Copa do Brasil.

#### 2025
Em 2025, Breno Bidon consolidou-se como uma realidade no time titular do Corinthians. Com mais maturidade física e tática, tornou-se peça-chave na conquista do Campeonato Paulista, seu primeiro título como jogador profissional. Sua capacidade de ditar o ritmo do jogo e sua visão aguçada foram fundamentais para o sucesso da equipe na competição, culminando no título após a final contra o rival Palmeiras. Seu desempenho atraiu o interesse de grandes clubes europeus, com o Bayern de Munique sendo um dos primeiros a monitorar seu desenvolvimento ainda na base.

## Seleção Brasileira
O destaque no Corinthians levou Breno Bidon às seleções de base do Brasil. Foi convocado para a Seleção Sub-20 e foi um dos pilares da equipe comandada por Ramon Menezes na conquista do Campeonato Sul-Americano de Futebol Sub-20 de 2025, disputado na Venezuela. Atuando como titular absoluto no meio-campo, Bidon foi fundamental para o equilíbrio da equipe, contribuindo tanto na fase defensiva quanto na construção das jogadas ofensivas. Ele também deixou sua marca como artilheiro, garantindo uma vitória crucial para a seleção. O título sul-americano coroou sua ascensão meteórica, consolidando-o como um dos principais nomes de sua geração no cenário continental.

## Estatísticas
Atualizadas até 11 de agosto de 2025
| Clube             | Temporada         | Campeonato nacional | Campeonato nacional | Campeonato nacional | Copa nacional[a] | Copa nacional[a] | Copa nacional[a] | Competições continentais[b] | Competições continentais[b] | Competições continentais[b] | Outros torneios[c] | Outros torneios[c] | Outros torneios[c] | Total | Total | Total   |
| Clube             | Temporada         | Jogos               | Gols                | Assist.             | Jogos            | Gols             | Assist.          | Jogos                       | Gols                        | Assist.                     | Jogos              | Gols               | Assist.            | Jogos | Gols  | Assist. |
| ----------------- | ----------------- | ------------------- | ------------------- | ------------------- | ---------------- | ---------------- | ---------------- | --------------------------- | --------------------------- | --------------------------- | ------------------ | ------------------ | ------------------ | ----- | ----- | ------- |
| Corinthians       | 2024              | 29                  | 0                   | 0                   | 5                | 1                | 1                | 9                           | 0                           | 1                           | 1                  | 0                  | 0                  | 44    | 1     | 2       |
| Corinthians       | 2025              | 17                  | 1                   | 1                   | 7                | 0                | 0                | 9                           | 0                           | 0                           | 4                  | 0                  | 0                  | 37    | 1     | 1       |
| Corinthians       | Total             | 46                  | 1                   | 1                   | 12               | 1                | 1                | 18                          | 0                           | 1                           | 5                  | 0                  | 0                  | 81    | 2     | 3       |
| Total na carreira | Total na carreira | 46                  | 1                   | 1                   | 12               | 1                | 1                | 18                          | 0                           | 1                           | 5                  | 0                  | 0                  | 81    | 2     | 3       |

- a. ^ Jogos da Copa do Brasil
- b. ^ Jogos da Copa Libertadores da América e Recopa Sul-Americana
- c. ^ Jogos do Campeonato Paulista

## Títulos
Corinthians
- Copa São Paulo de Futebol Júnior: 2024
- Campeonato Paulista: 2025[8]

Seleção Brasileira Sub-20
- Campeonato Sul-Americano de Futebol Sub-20: 2025[9]

### Prêmios individuais
- Craque da Copa São Paulo de Futebol Júnior de 2024[6]
- Gol mais bonito das quartas de final da Copa São Paulo de Futebol Júnior de 2024[5]